# Бірок (зупинний пункт)
Біро́к — пасажирський залізничний зупинний пункт Рівненської дирекції Львівської залізниці.
Розташований між селами Козин та Пожарки Рожищенського району Волинської області на лінії Здолбунів — Ковель між станціями Переспа (4 км) та Рожище (8 км).
Станом на березень 2019 року щодня чотири пари електропоїздів прямують за напрямком Ковель-Пасажирський — Ківерці/Луцьк/Здолбунів.